# Polsat SuperHit Festiwal 2021
Polsat SuperHit Festiwal 2021 – szósta edycja festiwalu Polsat SuperHit. Festiwal odbył się w dniach 25–26 czerwca 2021 w Operze Leśnej w Sopocie. Emisja w kanałach Polsatu: Polsacie i Polsacie 2.
Po raz drugi w historii tego festiwalu działało studio festiwalowe, którego gospodarzami byli Wiktoria Gąsiewska i Adam Zdrójkowski.
Każdego roku, w ostatni weekend maja, Polsat SuperHit Festiwal tradycyjnie otwierał letni sezon muzyczny. W tym roku niemal do samego końca nie było wiadomo, jakie będą obowiązywać obostrzenia. Z tego powodu pierwotny termin 4-6 czerwca został zmieniony. Polsat SuperHit Festiwal powrócił! I był pierwszym sopockim telewizyjnym festiwalem w Polsce!
Polsat SuperHit Festiwal 2021 powstał we współpracy z Miastem Sopot oraz Bałtycką Agencją Artystyczną BART. Za współorganizację wydarzenia odpowiadał Albert-ART. Partnerem strategicznym Festiwalu był Związek Producentów Audio-Video (ZPAV).

## Dzień 1, 25 czerwca 2021
Pierwszy dzień festiwalu prowadzili Krzysztof Ibisz i Paulina Sykut-Jeżyna, a na backstage'u prowadzili Wiktoria Gąsiewska i Patryk Cebulski.
Tego dnia odbył się recital zespołu Bajm i występ Cleo.
Później odbył się Sopocki Hit Kabaretowy pod hasłem „Śmiech to zdrowie!”, a w nim:
- Kabaret Moralnego Niepokoju
- Kabaret Młodych Panów
- Jerzy Kryszak
- Ani Mru-Mru
- Kabaret Smile
- Kabaret Kałasznikof
- Kabaret Czesuaf
- Grupa MoCarta

Kabareton prowadził Piotr Bałtroczyk.

## Dzień 2, 26 czerwca 2021
Drugi dzień upłynął pod znakiem występu zespołu Enej i koncertu „Najlepsi z najlepszych” (To przeboje tych, którzy zdobywali na tej scenie Bursztynowe Słowiki, sprzedali najwięcej płyt oraz których utwory były najczęściej grane w radiu. Wystąpiły także gwiazdy, które ze względu na 60. rocznicę sopockich festiwali mają z tym miejscem specjalne wspomnienia). Wystąpili:
- Golec uOrkiestra i Gromee
- Kayah
- Viki Gabor
- Sławomir Zapała i Marcin Wyrostek
- Sanah
- Doda
- Michał Szpak
- Måneskin
- Kamil Bednarek
- Andrzej Piaseczny
- Paweł Domagała
- Justyna Steczkowska
- Pectus
- Kortez
- IRA

Koncert prowadzili Krzysztof Ibisz, Paulina Sykut-Jeżyna, Karolina Gilon i Maciej Dowbor, a na backstage'u prowadzili Wiktoria Gąsiewska i Adam Zdrójkowski.